# إريك أهومادا
إريك أهومادا (بالإسبانية: Eric Ahumada) هو مدرب كرة قدم ولاعب كرة قدم تشيلي في مركز الدفاع، ولد في 14 فبراير 1994 في Tierra Amarilla, Chile ‏ في تشيلي. لعب مع نادي كوبريلوا.

## وصلات خارجية
- إريك أهومادا على موقع قاعدة بيانات كرة القدم.إي يو (الإنجليزية)
- إريك أهومادا على موقع Soccerway.com (الإنجليزية)
- إريك أهومادا على موقع عالم كرة القدم.نت (الإنجليزية)
- إريك أهومادا على موقع AS.com (الإسبانية)